# 趙圭 (嘉靖進士)
趙圭（？—？），字子重，號信吾，浙江紹興府山陰縣人，軍籍，明朝政治人物。

## 生平
嘉靖三十一年（1552年）壬子科浙江鄉試第四十二名舉人。嘉靖三十二年（1553年）聯捷癸丑科三甲第一百五十一名進士。大理寺观政，授直隶金坛县知县，升工部主事、员外郎，止。

## 家族
曾祖趙景頫；祖父趙倫；父趙德光，母周氏；繼母傅氏。兄趙堂（生员）、弟堦、室、垣、臺、墀、壁。